# Хизель, Франц Эдуард (старший)
Франц Эдуард Хизель (нем. Franz Eduard Hysel; 9 февраля 1770, Хенгсберг — 15 сентября 1841, Грац) — австрийский дирижёр и композитор. Муж певицы Алоизии Каффка (дочери Иоганна Кристофа Каффки), отец певца Франца Эдуарда Хизеля (младшего); певцами стали также другой сын Хизеля Йозеф Хизель (1808—1877) и внучка Мария Карл-Хизель (1844—1891).

## Биография
Сын учителя. С юных лет учился игре на скрипке и фортепиано, в 1792 г. написал Реквием на смерть императора Леопольда II, исполненный в Граце. В 1801—1836 гг. дирижёр и первая скрипка Грацской оперы, в 1813—1819 гг. её директор. В 1829—1831 гг. художественный руководитель Музыкального общества Штирии. В 1820 г. положил начало развитию вокальной школы Музыкального общества в направлении полноценной консерватории по образцу Парижской; среди учеников Хизеля, в частности, Луи Эллер. Почётный гражданин Граца (1814).